# Robert Paul Geißler
Robert Paul Geißler (* 23. Oktober 1874 in Glauchau; † 1954 ebenda) war ein deutscher Maler, Zeichner und Graphiker.

## Leben und Wirken

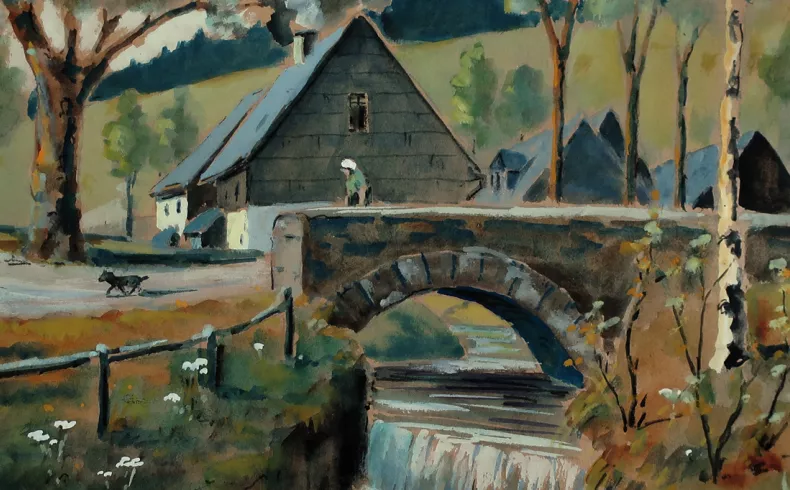
Erzgebirgslandschaft bei Glauchau (1941)

Nach dem Schulbesuch in Glauchau studierte Geißler an den Kunstgewerbeschulen Berlin und Dresden und war nach Abschluss des Studiums zunächst in Dresden tätig, bevor er in seine Heimatstadt Glauchau zurückkehrte. Er wurde Mitglied des Vorstandes der Dresdner Künstlergenossenschaft und des Sächsischen Künstlerunterstützungsvereins sowie Mitglied im Reichsverband bildender Künstler Deutschlands und beteiligte sich vor allem in Dresden an Ausstellungen.
In der Zeit des Nationalsozialismus war Geissler obligatorisch Mitglied der Reichskammer der bildenden Künste. Für diese Zeit ist seine Teilnahme an 10 Ausstellungen sicher belegt.

## Werke (Auswahl)
- Bildnis eines Mannes mit Perlen am Hut (Kopie nach Rembrandt, Öl auf Leinwand, 82 × 71 cm; 1925 vom Kunst-Auktionshaus G. Adolf Pohl in Hamburg versteigert)
- Maaslandschaft bei Bouvignes (Öl auf Leinwand, 97 × 107 cm; im Februar 1933 von Günther Deneke in Berlin versteigert)
- Feldweg (Öl; Museum Schloss Hinterglauchau)[2]
- Loschwitzer Brücke, Elbe bei Loschwitz (1923, Öl)[3]
- Erzgebirgslandschaft bei Glauchau (1941, Aquarell, Tempera; Sammlung Erzgebirgische Landschaftskunst, Oelsnitz)[4]

## Teilnahme an Ausstellungen in der sowjetischen Besatzungszone
- 1945: Glauchau, Stadt und Heimatmuseum Glauchau („Kunstausstellung der Glauchauer Künstler“)[5]
- 1947 Glauchau, Stadt- und Heimatmuseum („Kunstausstellung westsächsischer Künstler“)[6]